# Negre Lloma
El Negre Lloma va ser un personatge popular d'Alacant de l'època anterior a la Guerra Civil espanyola, que esdevingué una icona popular del folklore alacantí. La seua figura és molt reproduïda pels artistes en ninots de les Fogueres de Sant Joan. El seu nom real era John Moore, que també va ser castellanitzat com a Juan Mallol.
Dels escrits de principi de segle XX es resumeix que el Negre Lloma era un ajudant de cuina pertanyent a la tripulació d'un vaixell petrolier anomenat Tiflis que es va incendiar en 1914 en les proximitats del port d'Alacant. Mentre la resta de la tripulació va ser repatriada, el Negre Lloma es va quedar en terra i va ser ben conegut per la gent de l'època.
Es diu del Negre Lloma que "feia molts anys que xafava els nostres carrers, silenciós, amb lent caminar, vestint-se amb la roba que li oferien i menjant de la caritat ciutadana. Encara que indubtablement devia haver practicat alguna activitat abans de la seua arribada, ací mai no va voler engegar cap treball estable, per molt que se li insistira; va preferir continuar de vagar fins a fer famosa la dita de "És més gos que el Negre Lloma".
Mai no en demanava, però si se li oferien algunes monedes les prenia i si alguna relliscava de les seues grans mans ell, fidel al seu estoïcisme, ni es molestava a agafar-la per tal de no ajocar-se. En un exemplar del setmanari El Tio Cuc (setmanari satíric molt popular entre els alacantins de l'època i desaparegut en 1936) es podia llegir:
| «                              | "El talento de las personas consiste en saber vivir y comer sin trabajar. Por ese motivo consideran a dicho personaje un talento extraordinario. No tiene trabajo, y asegura que como es negro el trabajo para él es una condena. Este Negre Lloma demuestra lo vago que puede llegar a ser, que no se agacha por nada del mundo. Le tiran una moneda y por no agacharse se de media vuelta y la deja en el suelo. Demuestra además su talento por que es un mendigo. Lleva siempre un par de zapatos o botas remendadas para vender, único negocio al que honradamente se dedica, y de cuando en cuando lleva algunas merluzas de mayor tamaño que las del Cantábrico. La procedencia del Negre Lloma no se ha podido saber, el dice que no sabe de donde viene ni como se llama, ni quien lo crio pero que se encuentra a gusto en esta "terreta". Lo que más le gusta es salir por las mañanas a pasear por la ciudad y de cuando en cuando entrar en alguna taberna para "refrescar" su conciencia. Su debilidad es el juego; le gusta jugar a los dados y a las chapas y a todo lo que sea verlo venir. En amores también tiene lo suyo. Cuando se tercia suelta piropos tropicales como por ejemplo este: "Muquela coven (se entiende por mujer joven), estas para comerte". Claro la mujer piensa que tiene hambre y le da todo lo que tiene... de sobra. En fin, la biografía de este tipo se haría interminable sino cortáramos. Quedémonos que es un hombre con talento; no trabaja por más que le pinchen". | » |
| — Setmanari "El Tio Cuc". 1928 | |   |

Heus ací una altra de les històries que s'explica del Negre Lloma a "Alacant, sempre" de Fernando Gil Sánchez (1982):
| « | "Le llamábamos el Negra Lloma sin saber porqué, ni cuándo le pusieron el grotesco nombre, ni en qué día de burla. Más apareció por las calles de Alicante como un circo de un sólo actor aplaudiéndose a sí mismo con sus grandes manos, desgastadas y palmiblancas. Con sus zapatones gigantes, rotos y desgastados. Con su raído costal de pita, al hombro. Con su figura monumental, más enorme por su negror. Con su sonrisa de lengua roja y dientes blanquísimos. Con su cabeza de anillado cabello, sucio y blanco de tierras. Con sus ademanes y movimientos cadenciosos como pasos de baile, como mágicos ritmos. Con sus pantalones guangos y su chaqueta siempre desabotonada y aleante. Con su idioma español de un acento tropical, lejano e incitante. Con su función maravillosa, espectacular, increíble e inocente. Con su botella de gasolina de la que tomaba sorbos, asombrándonos y los lanzaba en violento chorro sobre un algodón en llamas para apagarlo después dentro de su misma boca. "El Negre Lloma" tomó bien pronto carta y se adueñó de la conversación, y en la voz popular quedó grabado y descrito en la graciosa frase: "Eres mes vago qu'el Negre Lloma". Y es que el pueblo, el artesano, el vendedor, el comprador, el pescador y el labriego, asiduos a su cotidiano y necesario trabajo, no pudieron vivir avenido solo a un espectáculo nimio y simple en el que los niños y los bobos iban y miraban extasiados". | » |

Aquest mateix autor (Fernando Sánchez Gil) juntament amb molts afeccionats de l'equip herculà, aventuren que el bust del Negre Lloma és la silueta que, coronada de llorers apareix en l'escut de l'Hèrcules Club de Futbol. La qual cosa resulta improbable, ja que l'escut de l'Hèrcules CF és el mateix del Club Natació Alacant, que va adoptar pels anys 30 amb l'única modificació de sigles del CNA per HCF. Possiblement fóra Casimiro de la Viña (fundador del Club Natació) el que dissenyara l'escut amb el bust d'un esportista en actitud triomfal a semblant a les de les antigues pintures gregues representades en àmfores, on era usual la tècnica de pintar en negre els motius de decoració, la majoria fent referència als mites, perquè ressaltaren sobre el fons marró del fang.

## Llegenda urbana
Les històries d'aquest personatge són molt extenses, fent-ne probablement en una de les primeres llegendes urbanes de les quals es té notícia a la ciutat d'Alacant. Expliquen que el Negre Lloma va aparèixer mort de gana, fred o alcoholisme als afores d'Alacant, en un regueró del barri de Bonavista, la matinada del 20 de novembre de 1936, gairebé al mateix temps que era afusellat el fundador de la Falange José Antonio Primo de Rivera en l'altre costat de la ciutat. Va voler l'atzar que les restes dels afusellats aquell dia i les del Negre Lloma es barrejaren en la fossa comuna. Acabada la guerra, els comandaments falangistes van viatjar a Alacant a exhumar les restes del seu líder, per donar-li sepultura digna. Encara que les cròniques del moment diuen que les restes de José Antonio Primo de Rivera van ser perfectament identificades, la crònica popular diu que les restes que cinc mil falangistes van portar a coll fins a Madrid, no eren uns altres que els del cuiner del petrolier Tiflis.
Raúl Álvarez Antón, en la seva obra "Recordar: un ramillete de acuarelas del Alicante del Ayer" exposa que el Negre Lloma va morir el dia 31 d'octubre de l'any 1936 a les 14 hores. El diari El Luchador va donar a conèixer la notícia el dia 5 de novembre, assegurant que "...víctima d'una pulmonia fulminant ha mort a l'hospital, el Negre Lloma". El diari afegia: "Sempre va distingir a Alacant amb el seu afecte, encara que passava llargues temporades fora d'ella, sempre al final tornava i deia que no hi havia ciutat com la nostra."(...) "Últimament va contreure una pulmonia fulminant i víctima d'ella ha mort dies enrere a l'Hospital provincial. Descanse en pau.
Amb el nom de Juan Mallol es va enterrar el polèmic Negre Lloma. A aquesta sorprenent notícia va arribar l'autor Raúl Álvarez després de la seva recerca en 1992 en el Cementiri Municipal d'Alacant. Repassant el Registre General d'Enterraments, no hi apareixia amb el nom de John Moore (el nom real del Negre Lloma), i només per deduccions i altres dades que posseïa, i disposant de la col·laboració de "Paco" i Santiago López, funcionaris de l'administració del cementiri, arriba a la conclusió que podria ser un tal Juan Mallol. Les inicials coincidien amb les de John Moore. Aprofundint en això, la llicència d'enterrament venia a buidar la incògnita. Les seues dades "retrataven" el recercat. Diu:
L'autor a més afirma que no va ser enterrat en la mateixa fossa que José Antonio Primo de Rivera. En la fossa comuna sí, però cadascun en un quadre. Mentre que Juan Mallol ho era en la fila 9, quadre 4, dies després José Antonio ho era en la fila 9, quadre 5.

## Dites referents al personatge
- "Estàs més brut que el Negre Lloma".
- "És mes gos que el Negre Lloma".

## Homenatges
Des de novembre de 2016 el Negre Lloma dona nom a l'antic carrer del Capità Meca situat front l'Ajuntament. D'esta forma la corporació municipal alacantina ha volgut retre homenatge a este peculiar personatge, conegut per la seua vagància, situant-lo a l'entrada del Consistori.